# مرده‌شوی‌خانه (فیلم ۱۹۸۳)
«مرده‌شوی‌خانه» (انگلیسی: Mortuary) فیلمی در ژانر ترسناک و اسلشر به کارگردانی هاوارد آوتیس است که در سال ۱۹۸۳ منتشر شد.